# Camaridium sigmoideum
Camaridium sigmoideum är en orkidéart som först beskrevs av Charles Schweinfurth, och fick sitt nu gällande namn av Mario Alberto Blanco. Camaridium sigmoideum ingår i släktet Camaridium och familjen orkidéer. Inga underarter finns listade i Catalogue of Life.